# Xysticus beni
Xysticus beni là một loài nhện trong họ Thomisidae.
Loài này thuộc chi Xysticus. Xysticus beni được Embrik Strand miêu tả năm 1913.